# Riddagsburg
Die Riddagsburg (eigentlich Rikdagsburg) war eine Burg auf dem Gebiet der heutigen Stadt Mansfeld. Sie liegt als Wüstung acht Kilometer westlich von Mansfeld bei Gorenzen im Unterharz.

## Geschichte
Markgraf Rikdag von Meißen, Graf auch im nördlichen Hassegau und im südlichen Schwabengau, Agnat der Wettiner (Buziker), besaß umfangreiches Allod in den genannten Gauen. Kern dieser Begüterungen scheint die auf einem nach Osten langsam abfallenden Bergrücken gelegene Burg zwischen Gorenzen und Möllendorf gewesen zu sein, die eigentlich Rikdagsburg hieß. Auch das neun Kilometer entfernte Dorf Ritzgerode (1046 als Rihdagesrot erwähnt) dürfte eine Gründung Rikdags gewesen sein. Spangenberg behauptet nämlich, dass Ritzgerode ein Vorwerk zur Riddagsburg gewesen sei, das sich erst Ende des 15. Jahrhunderts zu einem kleinen Dorf entwickelt habe.
1137 gehörte die Riddagsburg dem Kloster Gerbstedt. Nach Spangenberg soll auf der Riddagsburg „vor alters“ eine Kollegiat-Stiftskirche St. Johannis bestanden haben. Da auch das Kloster Gerbstedt dem Täufer geweiht war, besteht die Möglichkeit, dass die Riddagsburg eine Art Vorgründung von Gerbstedt gewesen ist. Die Riddagsburg ist um 1270 bereits im Besitz der Grafen von Mansfeld, die 1273 hier urkunden. Ende des 15. Jahrhunderts muss die Anlage verlassen worden sein.
Spangenberg sah die schon 1477 verfallenden und jetzt fast ganz verschwundenen baulichen Reste noch 1558. In der mansfeldischen Erbteilung von 1501 kam die Riddagsburg nebst Zubehör an die Grafen von Mansfeld-Vorderort.